# موناستيرايو دي رودايلا
بلدية موناستيرايو دي رودايلا (بالإسبانية: Monasterio de Rodilla)‏, هي إحدى بلديات مقاطعة برغش, التي تقع في منطقة قشتالة وليون, والتي تقع في شمال غرب إسبانيا.
يبلغ عدد سكانها 221 نسمة وفقاً لإحصائية سنة (2002).